# Ласерда, Хонатан
Хонатан Леонардо Ласерда Араухо (исп. Jonathan Leonardo Lacerda Araujo; 7 февраля 1987, Монтевидео) — уругвайский футболист, защитник клуба «Блуминг».

## Биография
Ласерда начал свою карьеру в клубе «Монтевидео Уондерерс», за который он дебютировал в 2005 году. В своем первом сезоне Хонатан провёл 14 матчей, но затем конкуренция возросла и попадать в основу стало очень сложно. В 2008 году он на правах аренды перешёл в «Рампла Хуниорс», за который провёл всего три встречи. После возвращения Ласерда быстро стал основным футболистом и принял участие почти во всех матчах сезона.
В начале 2010 года Хонатан перешёл в мексиканский «Сантос Лагуна». 23 января в поединке против «Индиос» он дебютировал в мексиканской Примере. 19 февраля в матче против УАНЛ Тигрес Ласерда забил свой первый гол за «Лагуну». В первых двух сезонах он помог клубу дважды занять второе место.
Летом 2011 года Хонатан на правах аренды перешёл в «Атлас». 24 июля в матче против «Пуэблы» он дебютировал за новый клуб. В 2012 году Ласерда также на правах аренды играл за «Пуэблу» и «Некаксу».
В 2014 году «Сантос Лагуна» вернул Хонатана для выступлений за команду. 19 февраля 2014 года в матче розыгрыше Кубка Либертадорес против уругвайского «Пеньяроля» Ласерда забил свой первый гол за «Сантос» на международном уровне. Летом того же года на правах аренды Хонатан перешёл в парагвайскую «Олимпию». 25 августа в матче против «Соль де Америка» он дебютировал в парагвайской Премьере. 2 октября в поединке против «Хенераль Диас» Хонатан забил свой первый гол за «Олимпию».
В начале 2015 года Ласерда вновь был отправлен в аренду, его новой командой стала «Дорадос де Синалоа». 25 января в матче против «Селайи» он дебютировал за новый клуб. По итогам сезона Хонатан помог команде выйти в элиту. Летом того же года руководство «дорад» выкупило трансфер Ласерды у «Сантос Лагуны».

## Титулы
- Чемпион Перу (1): 2021